# ガス化溶融炉
ガス化溶融炉（ガスか ようゆうろ）は、焼却炉の一種。ガス化炉と溶融炉を組み合わせたものである。
ごみから資源を生み出す「夢のごみ処理施設」と言われている。同じく「夢のごみ処理施設」と呼ばれながらも多くの問題が発覚したRDF施設に代わって各地で導入が進んでいる。

## 概要
ごみを前段のガス化炉により低酸素状態で加熱することで、可燃性のガスと炭に分解する。続いて発生したガスと炭を後段の溶融炉に投入し、1,300℃以上の高温で燃焼、炭を溶融することで溶融スラグを生成する。

## 利点
- 1,300℃以上の高温で燃焼させるため、ダイオキシン類の発生量を抑えることができる。
- 生成される溶融スラグは道路の路盤材などに活用することができる。
- これまで埋め立て処分されていたプラスチック類も処理することができ、最終処分場を延命できる。
- 廃熱を利用して発電や熱供給を行うことができ、工業団地などの需要地内に建設することでコージェネレーションシステムを構築可能である。

## 問題点
- 高温で燃焼させることによりダイオキシンの発生量は減らせるが、不完全燃焼によってニトロPAHやベンズアントロンなどの有害物質の発生を危惧する意見があり、燃焼制御を徹底する必要があると言われている。
- 処理によって生じた溶融スラグについては、大部分が資源化可能であるが、一部の処理方式や施設ではリサイクルが確立されておらず、引き取り先がないまま野積みされる例もある。
- 高温によって水銀やカドミウムなどの重金属がガス化され、大気中に放出されてしまう危険性を指摘する意見もあるが、一般的には排出ガスから煤塵などを除去するためにバグフィルターと呼ばれる装置を通す。その前段では200℃程度に急速冷却されるため、気化した重金属は液体や固体になり除去されるとされている。
- 高温、高圧の可燃性ガスを発生させるため、爆発事故を起こす危険性が高いと指摘する意見があるが、実用運転炉での事故は報告されていない。

## 方式
- ガス化溶融炉という1カテゴリーの中でも、様々な方式があり、メーカー各社にて異なる。代表的なものは以下のとおり。
- シャフト方式
- キルン方式
- 流動床式
- ガス化改質方式
- 半乾留・負圧燃焼方式